# Jerrod Carmichael
Rothaniel Jerrod Carmichael, né le 22 juin 1987 à Winston-Salem, en Caroline du Nord, est un humoriste et acteur américain. Il est principalement connu pour la série The Carmichael Show diffusée depuis 2015 sur NBC, dont il est le créateur et le personnage central, ainsi que pour son spectacle de stand-up Love at the Store, réalisé par Spike Lee et diffusé sur HBO en 2014.

## Biographie
En mai 2019, Jerrod Carmichael fait son coming out bisexuel.

## Filmographie

### Cinéma

#### En tant qu'acteur
- 2014 : Nos pires voisins de Nicholas Stoller : Garf
- 2015 : Ma mère et moi de Lorene Scafaria : Freddy/Fredo
- 2016 : Nos pires voisins 2 de Nicholas Stoller : Garf
- 2017 : Transformers: The Last Knight de Michael Bay : Jimmy
- 2017 : The Disaster Artist de James Franco : un ami acteur
- 2018 : 90's (Mid90s) de Jonah Hill : un agent de sécurité (caméo)
- 2021 : On the Count of Three de lui-même
- 2023 : Pauvres Créatures (Poor Things) de Yórgos Lánthimos : Harry Astley

#### En tant que réalisateur
- 2021 : On the Count of Three

### Série télévisée
- 2015-2017 : The Carmichael Show : Jerrod Carmichael